# Еуген Малинарић
Еуген Хинко Малинарић, племенити од Силбергрунда и Колиненсига (Инглава у Чешкој, 5. март 1868 - Нови Сад, 31. август 1930) је био капетан аустроугарске ратне морнарице и први заповедник Речне флотиле у Новом Саду након оснивања Краљевине Срба, Хрвата и Словенаца.

## Биографија
Пореклом из војничке породице, похађао је Поморску војну академију у Ријеци 1882-1886. Прву пловидбу као питомац академије имао на бродовима SMS Saida и SMS Novara. До 1892. напредовао до бродског официра у штабу оклопне крстарице SMS Kaiserin Elisabeth, која је стављена на располагање надвојводи Францу Фердинанду за његов пут око света. Касније одређен за команданта морнаричког деташмана у Пекингу у Кини. Капетан бојног брода постаје 17. јануара 1914. године. Током Првог светског рата био командант бојног брода SMS Habsburg, стационираног у Пули.
По оснивању Краљевине СХС постаје официр Краљевске морнарице. Од 1919. налази се на дужности команданта морнаричког официрског течаја у Сиску. Командант Речне флотиле у Новом Саду постаје 1920. године. На том положају остаје до 1928/29. када је пензионисан. За време боравка у Новом Саду укључио се у рад ловачког удружења и био потпредседник новосадске соколске жупе.
Током својих прекоокеанских путовања започео је формирање богате колекције егзотичних антиквитета из Африке, Азије (Османско царство, Кина, Јапан) и Океаније (острво Нова Гвинеја). Збирку је тестаментом завештала Матици српској његова мајка, Смарагда Малинарић. Године 1948. Војвођански музеј је преузео од Музеја Матице српске 58 предмета ваневропског порекла који су чинили део збирке Малинарића.

Умро је у Новом Саду и сахрањен је на Алмашком гробљу.
- Неки од предмета из збирке Еугена Малинарића
- Јапанске папуче гета
- Подглавак - макура
- Калкан - османски штит